# Pull The Wire
Pull The Wire – zespół z Żyrardowa, grający muzykę gatunku punkrock, założony w 2005 roku z inicjatywy gitarzysty Pawła Marszałka, basisty Piotra Urbańskiego i perkusisty Krzysztofa Milczarka.

## Historia
Od 2002 roku Paweł Marszałek i Krzysztof Milczarek wraz z Piotrem Urbańskim tworzyli formację Neo, a następnie po odejściu Urbańskiego zespół Cut (z Piotrem Mazurkiem). Po powrocie do zespołu basisty i wokalisty, Piotra Urbańskiego w 2005 roku zespół przemianowano na Pull The Wire. Od tej pory zespół nagrał kilka utworów (m.in. Papieros, Twarze Ludzi, Miłość, Ponad Wszystkim, Opresja). Zagrali kilkadziesiąt koncertów, głównie w warszawskich klubach, przed wieloma znanymi zespołami punkowymi – KSU, The Bill, Cała Góra Barwinków, Koniec Świata, Leniwiec, Kabanos – ale również przed zespołami prezentującymi inne gatunki muzyczne (Golden Life, Don Vasyl Roma, Boney M., Zbyszek Żak Band). Zespół brał udział również w wielu przeglądach muzycznych, m.in. w Ogólnopolskim Festiwalu Garażowych Zespołów Rockowych „Dobra Strona Rocka”, gdzie w 2008 roku zajęli III miejsce. Co roku występowali na koncertach z okazji Finału Wielkiej Orkiestry Świątecznej Pomocy, wspierając akcję Jerzego Owsiaka.
W marcu 2010 roku zagrali ostatni koncert w składzie Piotr Urbański „Pepik” (wokal, gitara basowa), Paweł Marszałek „Marszal” (gitara elektryczna), Krzysztof Milczarek „Łysy” (perkusja). Z powodów zdrowotnych oraz osobistych zespół opuścił Pepik. Nastąpiła zmiana składu i do zespołu dołączyło 3 nowych członków – młodszy brat gitarzysty, Adam Marszałek „MicroMarszal” (gitara basowa), Daniel Koźbiał „Koziar” (gitara elektryczna) oraz Łukasz Sochowski „Wookie” (wokal).
W nowym składzie zespół wystąpił po raz pierwszy w lipcu 2010 roku na charytatywnym koncercie WOŚP-u „Stop Powodziom”. We wrześniu 2010 roku zespół brał udział w festiwalu Rock On – Powstanie 44 w warszawskiej dzielnicy Wesoła, gdzie Krzysztof Milczarek został wyróżniony dyplomem dla najlepszego perkusisty festiwalu.
W roku 2011 zespół wydał demo z 4 utworami: Głupcy, Wściekły, Zostaw Mnie! oraz Krew Innowiercy. W tym samym roku wystąpili na scenie Pokojowej Wioski Kryszny XVII Przystanku Woodstock. We wrześniu Pull The Wire – jako gość Farben Lehre – otwierał ogólnopolską trasę Punky Reggae Live.
Początek roku 2012 przyniósł kilkanaście koncertów wraz ze znanymi polskimi zespołami – Farben Lehre, Luxtorpeda, Ga-Ga/Zielone Żabki, Zabili Mi Żółwia. Zarejestrowano również kolejną piosenkę – Kapslami w niebo. Pull The Wire jest także gościem jednego z odcinków programu Rock Time telewizji EDUSAT, w którym prezentowane są młode, polskie zespoły. 15 września na koncercie w Żyrardowie odbyła się premiera teledysku do utworu Kapslami w Niebo. Klip został zrealizowany przez Detoks Records Studio z Żyrardowa.
W roku 2014 ukazał się debiutancki album W Polsce jest ogień! zawierający 12 utworów. Płytę promuje teledysk do utworu „Polsko”. Zespół wydał płytę bez pomocy wytwórni.

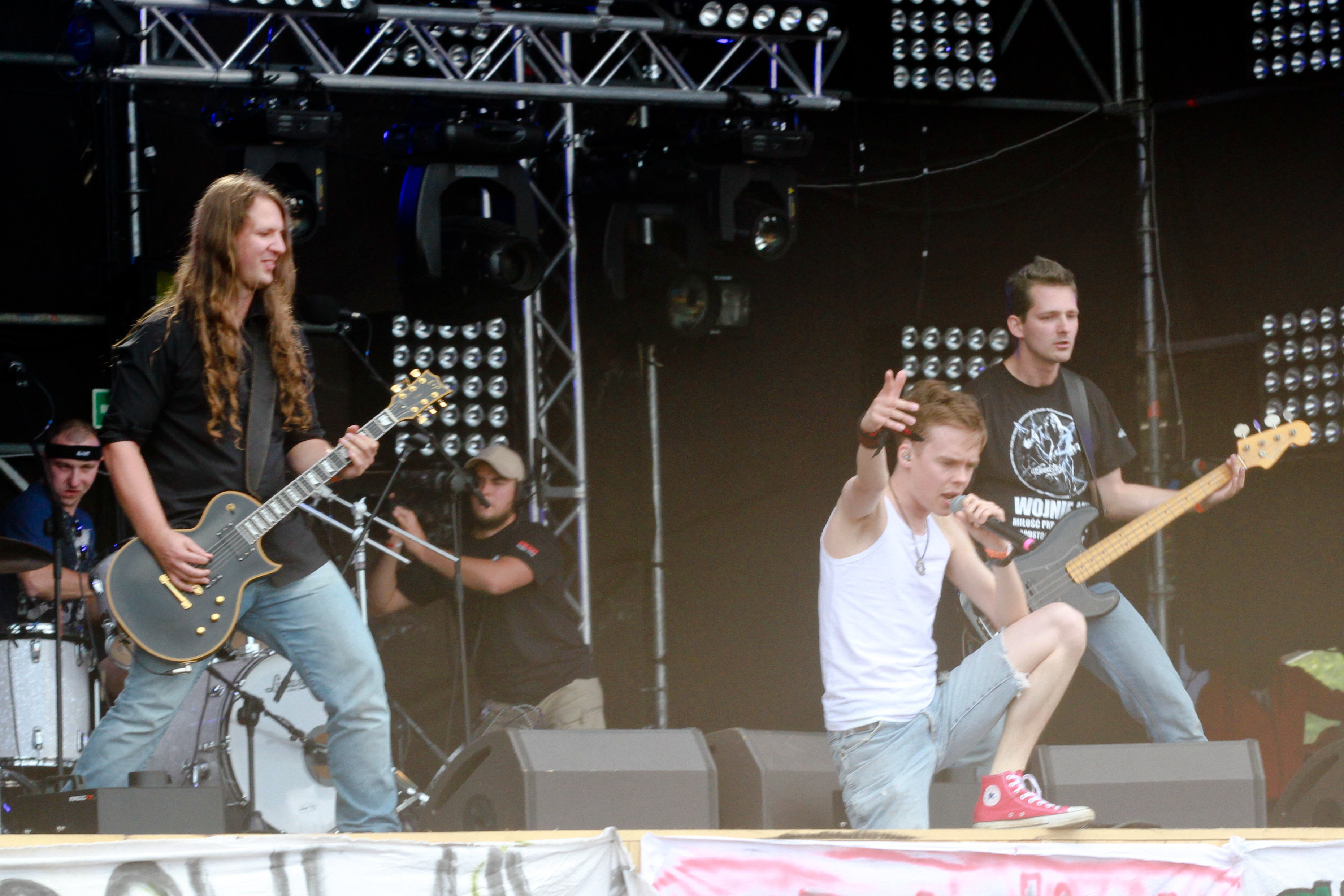
Na Przystanku Woodstock 2015

W kwietniu 2015 roku Pull The Wire dostało się do półfinału, a następnie do finału eliminacji do Przystanku Woodstock. Jako jedna z 4 kapel – spośród przeszło 700, które zgłosiły się do eliminacji – Pull The Wire dostało szansę wystąpienia na dużej scenie podczas XXI Przystanku Woodstock. 7 sierpnia 2015 roku zespół wystąpił również na ukraińskim odpowiedniku festiwalu – Woodstock Ukraine.
W połowie czerwca 2016 roku z przyczyn osobistych ze współpracy z zespołem zrezygnował wokalista. Z powodu różnicy w wizji artystycznej w połowie sierpnia 2016 roku zespół opuścił również perkusista.
W sierpniu 2016 roku do grupy dołączył nowy perkusista – Marek Adamek „Janek”, natomiast we wrześniu zespół ogłosił zakończenie poszukiwań wokalisty, którym został Damian Pyza „Pyza”.
Od tamtej pory zespół zdążył zagrać kilkanaście koncertów w całej Polsce. Debiut sceniczny nowych członków zespołu odbył się podczas czwartej edycji Czad Festiwalu. Zespół skupił się na koncertach klubowych, występując między innymi z Acid Drinkers i, jako jedyny młody zespół, pojawił się na XXX-leciu Sexbomby na koncercie w warszawskiej Stodole. Późna wiosna i lato 2017 roku to liczne występy plenerowe – juwenalia, kolejny wyjazd na Woodstock Ukraine – ale także intensywna praca przy nagraniach nowego albumu Negatyw. Premiera płyty miała miejsce 30 września 2017 roku w warszawskim klubie Chwila.
Zespół dotarł do finałowych koncertów Eliminacji do Festiwalu Pol'and'Rock w 2018 roku, zdobywając nagrodę w postaci występu na scenie Viva Kultura (Pokojowa Wioska Kryszny).
W styczniu 2019 roku zespół opuścił Damian Pyza „Pyza”. Ostatni koncert w pięcioosobowym składzie Pull the Wire zagrało 13 stycznia podczas 27. Finału WOŚP w Żyrardowie. Rolę wokalisty przejął Paweł „Marszal” Marszałek, nie rezygnując przy tym z grania na gitarze.
We wrześniu 2019 roku zespół wydał minialbum „Sztuka Przemijania”. Pochodzący z niej singiel promujący „Iluzja” był nominowany do Przeboju Rocku Antyradia. 

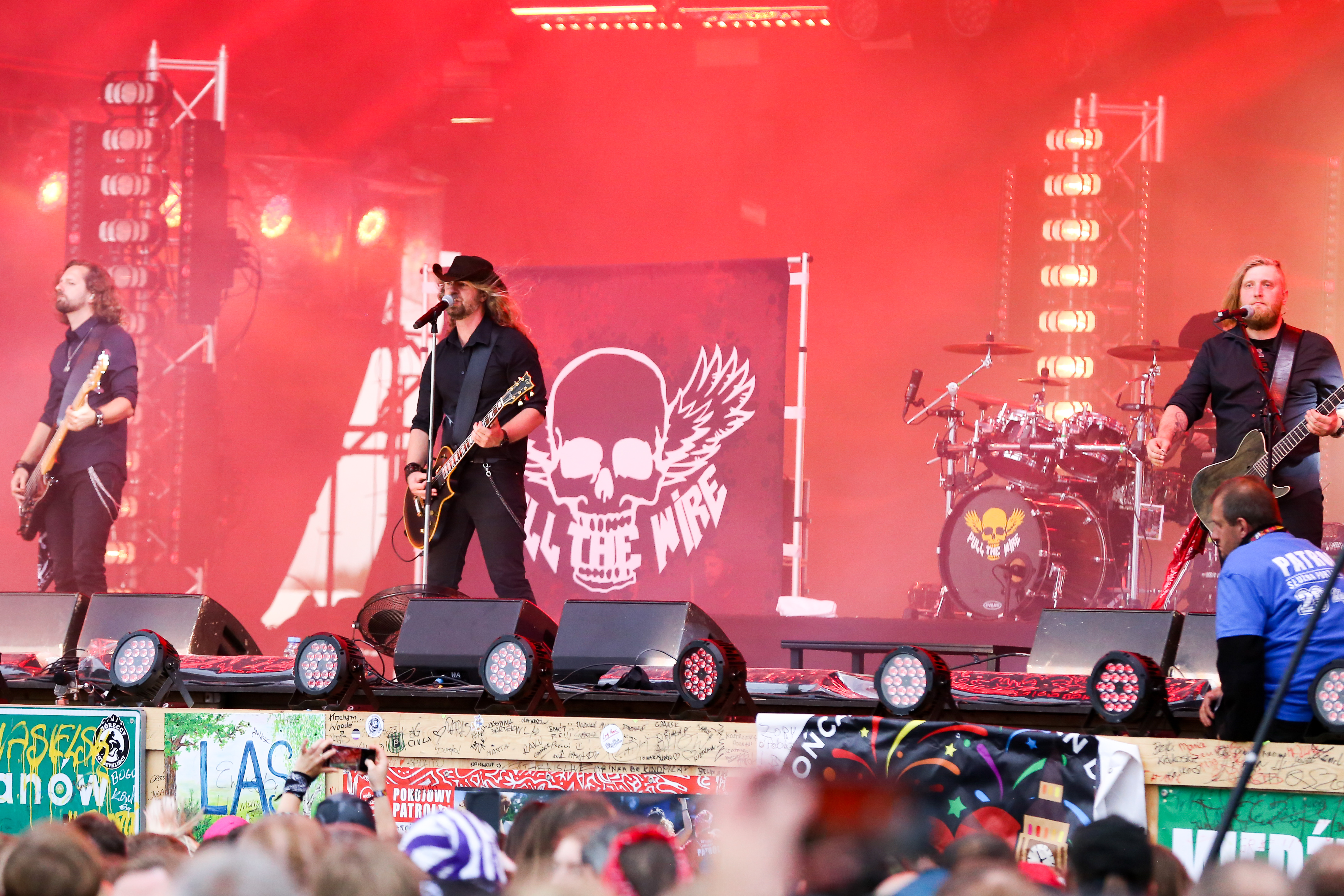
podczas Pol'and Rock Festivalu 2023

Najnowsza płyta, zatytułowana „Życie to western”, miała premierę 2 lipca 2021 roku. Album ukazał się nakładem Wydawnictwa Agora. Pierwszy koncert promujący nową płytę zespół zagrał na Festiwalu w Jarocinie, rozpoczynając koncerty na Dużej Scenie.

## Obecny skład

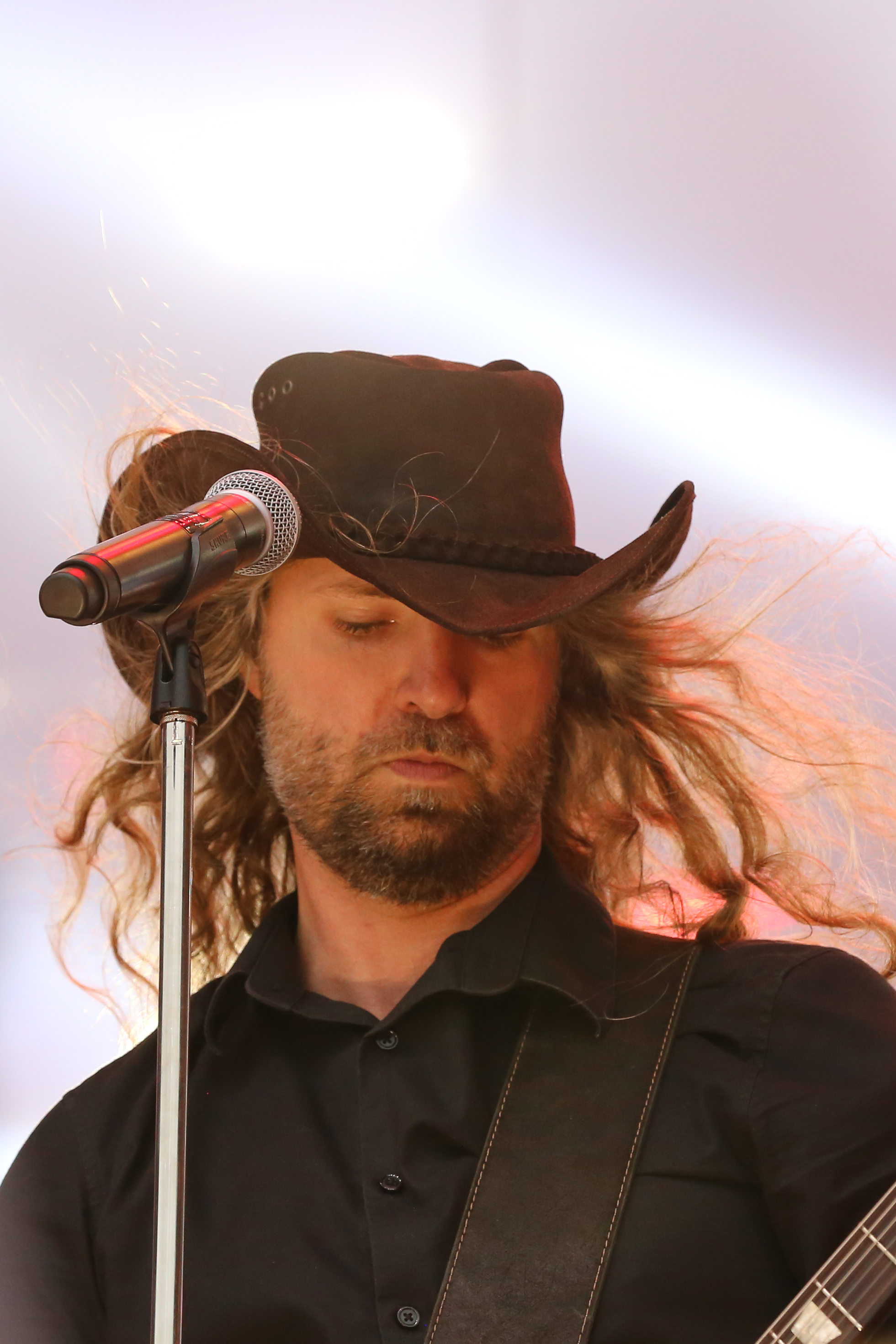
Paweł „Marszal” Marszałek
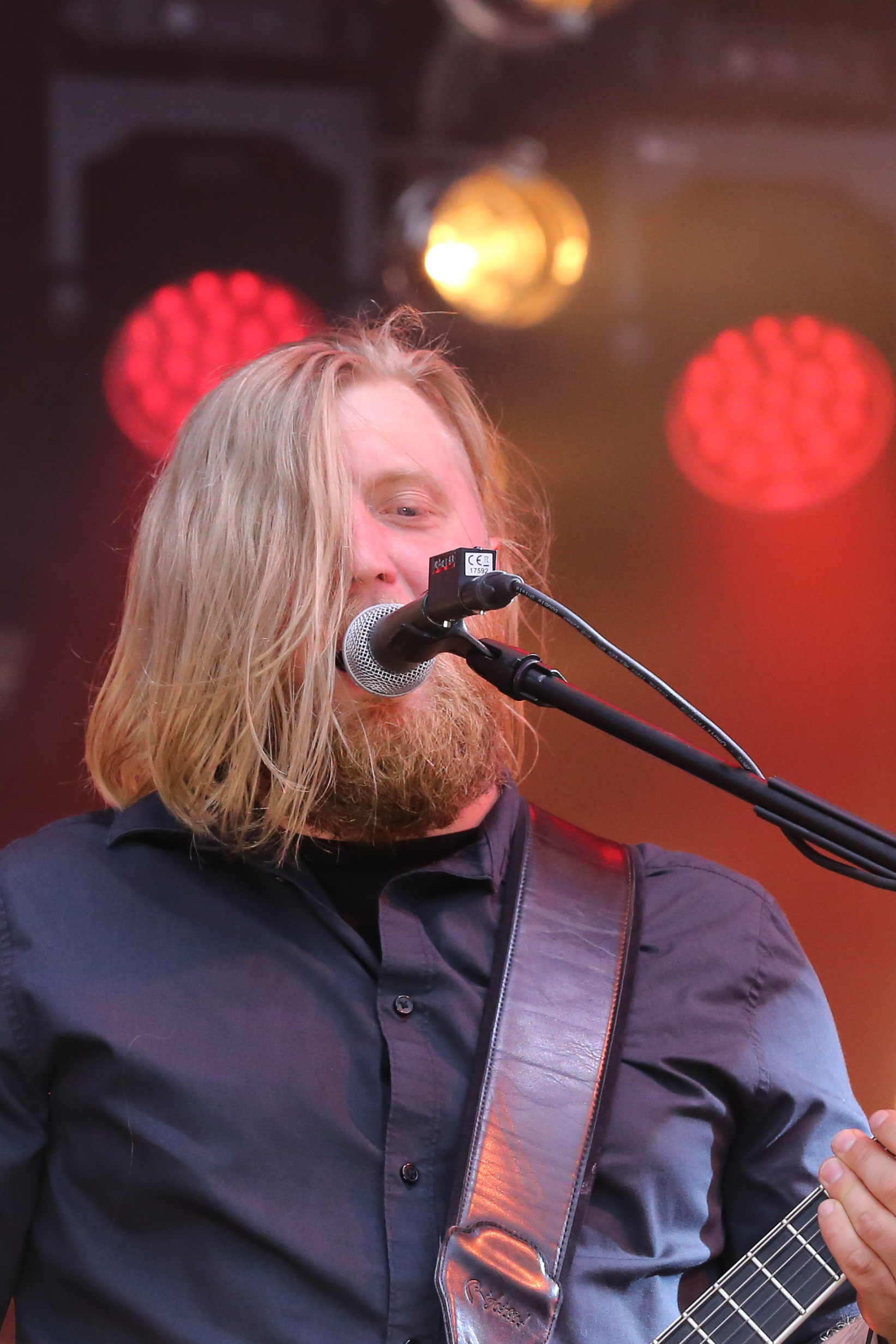
Daniel „Koziar” Koźbiał
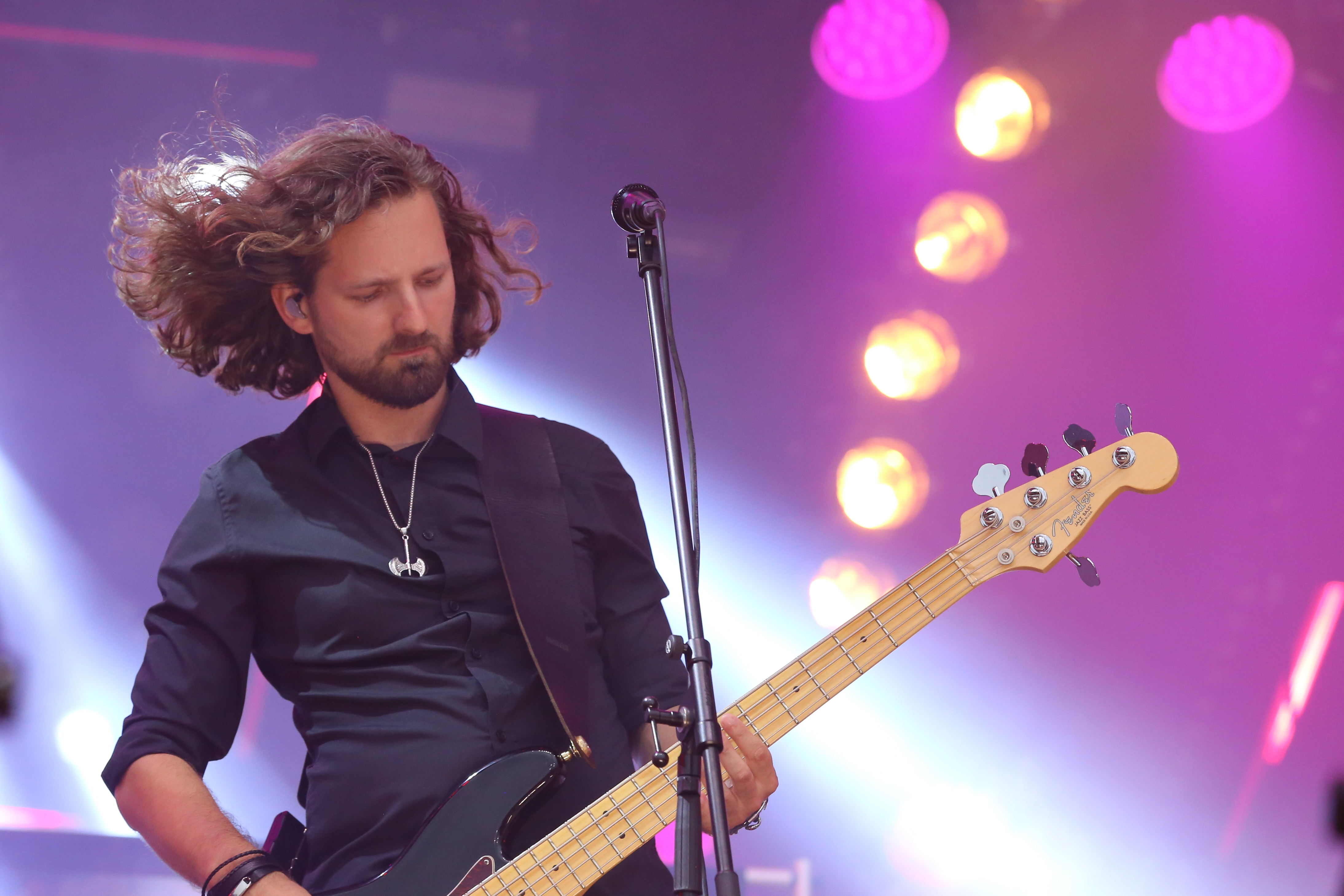
Adam „Micro” Marszałek

- Paweł „Marszal” Marszałek – śpiew, teksty, gitara elektryczna
- Daniel „Koziar” Koźbiał – gitara elektryczna
- Adam „Micro” Marszałek – gitara basowa
- Marek Adamek – perkusja

## Dyskografia

### Albumy studyjne
- Opresja 81 (2005–2009)
- W Polsce jest ogień! (2014)
- Negatyw (2017)
- Sztuka Przemijania (2019)
- Życie to western (2021)